# Töröksíp

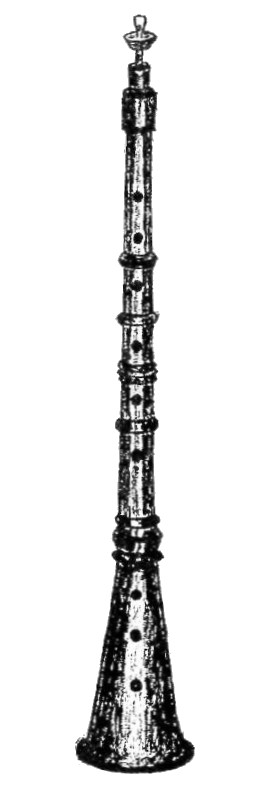
Kuruc tárogató („Kuruzen-Holzblasinstrument“). Der Namenszusatz verweist auf die Bedeutung der Oboe für die ungarische Nationalgeschichte.

Töröksíp (ungarisch, „Türkenpfeife“), auch tárogató, seltener tárogatósíp, ist ein historisches Doppelrohrblattinstrument mit einer konischen Röhre in Ungarn. Der kurze Kegeloboentyp gelangte vermutlich im 16. Jahrhundert mit der Ausdehnung des Osmanischen Reichs nach Südosteuropa und nach Ungarn. Das schrill klingende Militärmusikinstrument wurde Anfang des 18. Jahrhunderts zu einem Symbol für den ungarischen Befreiungskampf gegen die Habsburgermonarchie. Nachdem die töröksíp aus diesem Grund offiziell verboten worden war, konnte sie bis zu ihrem Verschwinden in der ersten Hälfte des 19. Jahrhunderts nur noch gelegentlich in den Dörfern verwendet werden.
Nach einigen erfolglosen Wiederbelebungsversuchen der Kegeloboe Ende des 19. Jahrhunderts wurde 1897 unter dem historisch bedeutsamen Namen tárogató ein gänzlich anderes Einfachrohrblattinstrument mit einem sanfteren Ton eingeführt, das auch für den Konzertsaal geeignet ist.

## Herkunft
Die töröksíp gehört zu einer großen Gruppe von Kegeloboen, die unter dem arabisch-persischen Namen surnā mit der arabisch-islamischen Expansion zunächst ab dem 7. Jahrhundert von ihrem west- oder zentralasiatischen Ursprung in viele Regionen Asiens und im nördlichen Afrika bis in die Sudanregion gelangten. Ein charakteristisches Merkmal für den surnā-Typ ist die Pirouette (Lippenstütze), die dem Spieler die Zirkularatmung erleichtert, mit der sich eine fließende, quasi endlose Melodielinie produzieren lässt. Die große Pirouette, die einteilige Bauform, die Verbreitung mit der islamischen Kultur und als musikalische Eigenschaft eine kunstvoll verzierte Melodie sind die verbindenden Elemente dieses Kegeloboentyps. Formähnlich und namensverwandt sind unter anderem die indische shehnai, die iranisch-afghanische sornā und die türkische zurna, die bis nach Georgien vorkommt.
Nach Südosteuropa gelangten die Kegeloboen mit zeitlichem Abstand im Zuge der Türkenkriege während des Osmanischen Reichs. Bis heute sind die orientalischen Kegeloboen in Nordmazedonien als zurla, in Albanien als surle, in Rumänien als surla und in Bulgarien als zournas bekannt. Curt Sachs (1930) unterscheidet geographisch „zwei Einfuhrstraßen“ für die Verbreitung der in der Volksmusik verwendeten Kegeloboen in Europa: die von Türken im Balkan eingeführten surnā-Typen mit einer Pirouette aus Metall („Ostgruppe“) und die durch Vermittlung der Araber über Nordafrika nach Andalusien und Italien eingeführten, nur aus Holz bestehenden Kegeloboen. Ein Exemplar dieser „Westgruppe“ ist erstmals auf einer Elfenbeintafel des 12. Jahrhunderts aus Sizilien belegt. Letztgenannte Ausbreitung mit der arabischen Kultur, die über Nordafrika einige Jahrhunderte vor der Türkeninvasion erfolgte, führte in Europa zur Entwicklung der mittelalterlichen Schalmeienfamilie, während die Verbreitung der türkischen Oboe auf das östliche Europa beschränkt blieb. Die nordafrikanische algaita erscheint mit ihrer mehrteiligen Spielröhre als Vorbild für die ebenfalls zusammengesetzte europäische Pommer. Der westeuropäische Schalmeientyp, zu welchem die Musette, die sorbische Tarakawa und die norditalienische piffero gehören, ist auf dem Balkan mit der in Kroatien gespielten sopila vertreten.
Die ungarische töröksíp stammt dem Namen („Türkenpfeife“) nach aus der türkischen Tradition. Das Wort taucht Ende des 17. Jahrhunderts erstmals und häufiger Anfang des 18. Jahrhunderts auf. Wesentlich länger, seit 1533, ist der Name tárogató nachgewiesen. Ein in diesem Jahr erschienener Lateinwortschatz von Johannis Murmellius erklärt tárogató als Instrumententyp „Schalmey“ und in diesem allgemeinen Sinn wurde der Name bis ins 18. Jahrhundert gebraucht. Tárogató geht nach einer Ansicht auf das ungarische Verb tár („öffnen“) zurück und bezieht sich als tarogat („wiederholt geöffnet“) auf das abwechselnde Greifen der Fingerlöcher. Nach anderer Ansicht stammt tárogató vom onomatopoetischen taratara, mit den Zwischenformen tara-gat (gat ist ein Frequentativ) und taragató. Als tárogató wurden wohl ursprünglich generell Rohrblattinstrumente oder alle Kegeloboen bezeichnet.
Der älteste Typ eines ungarischen Doppelrohrblattinstruments besitzt keine Grifflöcher und lässt sich bis ins 13. Jahrhundert zurückführen. Als dörfliche Spielzeuge werden oder wurden in Ungarn einige selbst hergestellte Doppelrohrblattinstrumente verwendet, die auch in anderen Regionen gebräuchlich sind. Dazu gehören die konische Weidenrindenoboe fűzfabőgő („Weidenheuler“) oder fűzfakürt („Weidenhorn“, vgl. fakürt) aus einem spiralig gewickelten Rindenstreifen, die Getreidehalmoboe búzasíp („Weizenpfeife“) oder die Kürbisblattstengeloboe töklevélszársíp. Die am oberen Ende aus dem Material geschnittenen Zungen werden beim Spiel vollständig in den Mund genommen. In der ungarischen Volksmusik sind keine weiteren traditionellen Doppelrohrblattinstrumente bekannt. Zu den ansonsten (früher) gebräuchlichen Blasinstrumenten gehören die Kernspaltflöte furulya, die Querflöte oldalfúvós furulya, die Doppelflöte kettősfurulya, der heute wieder landesweit verbreitete Dudelsack duda und die Klarinette (klarinét), die bis zur Mitte des 20. Jahrhunderts in der Tiefebene ein Duo mit der Drehleier tekerőlant bildete.

## Bauform

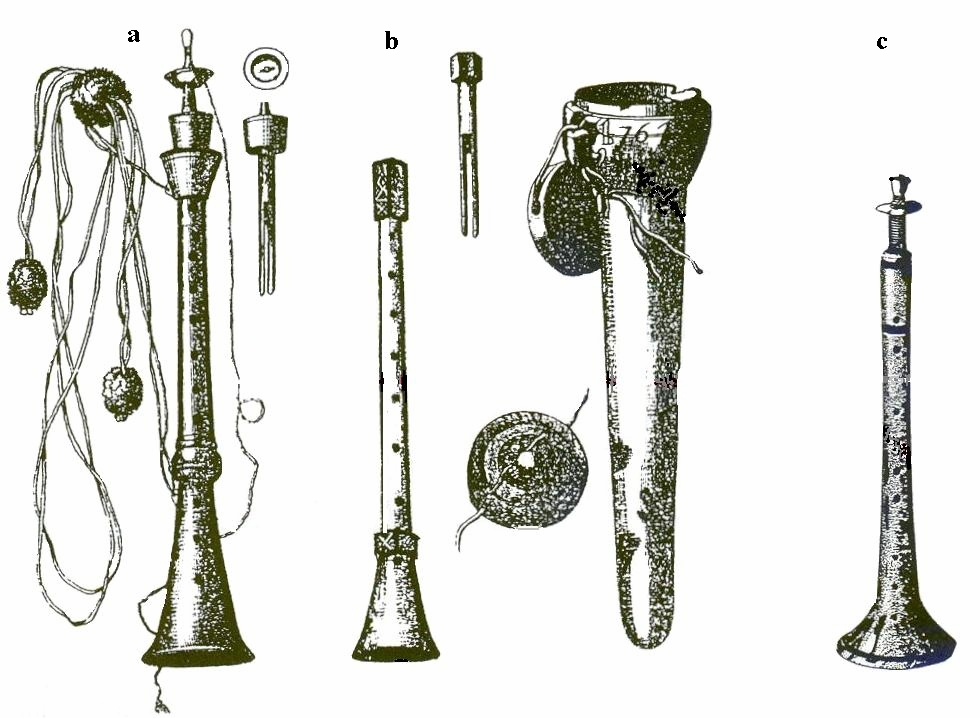
Türkische Kegeloboen aus einem Artikel in der ungarischen Sonntagszeitung (Vasárnapi Ujság) von 1859: Beliczay tárogató, b) Bethlen tárogató mit Transportbehälter, c) zurna. Die beiden Eigennamen waren die ursprünglichen Besitzer der abgebildeten Museumsexemplare.

Etwa ein Dutzend töröksíp sind in Museen erhalten. Nach deren Gemeinsamkeiten wird ein leicht konisches Instrument von 30 bis 40 Zentimetern Länge mit einer im oberen Teil zylindrischen und sich nach unten konisch erweiternden Bohrung beschrieben. Die Röhren wurden meist aus Ahorn-, Pflaumen- oder Kirschbaumholz gedrechselt. Die Spielröhre besitzt sechs bis acht Grifflöcher an der Oberseite und ein Daumenloch an der Unterseite. Bei Instrumenten mit sieben Grifflöchern befindet sich das Daumenloch in der Mitte gegenüber vom sechsten und siebten Griffloch. Hinzu kommen sieben weitere Löcher mit demselben Durchmesser, die in das durch einen Wulst abgesetzte Schallstück gebohrt sind. Im oberen Ende steckt eine etwa 13 Zentimeter lange Holzröhre mit einer zylindrischen Verdickung. Das obere Ende dieser Holzröhre dient zur Aufnahme eines 6 bis 7 Zentimeter langen Messingröhrchens, in dessen sich verjüngendem Ende die Rohrblätter eingesteckt waren. Die Rohrblätter sind bei den Museumsexemplaren verschwunden. An einigen Instrumenten blieben runde Holz- oder Metallscheiben von 3 bis 4 Zentimetern Durchmesser als Pirouette erhalten. Daran ist zu erkennen, dass die tárogató in der orientalischen Spieltechnik mit gänzlich im Mundraum eingeschlossenen Rohrblättern geblasen wurde. Der Ton war – wie bei dieser Blasinstrumentengruppe üblich – laut, schrill und durchdringend.
Mitte des 19. Jahrhunderts wurden Forderungen nach einem neuen ungarischen Blasinstrument laut. Der Komponist István Fáy beschwerte sich 1853 in einem Zeitschriftenbeitrag, dass es wenig genaue Kenntnisse über die verschwundene, aber oft erwähnte tárogató gäbe. Daraufhin trennten sich einige Bürger von ihren alten Instrumenten und überließen sie dem Nationalmuseum. Im Verlauf der 1850er Jahre erschienen weitere Artikel und Kommentare zu der Frage, wie die tárogató wiedereingeführt werden könnte. Im Jahr 1860 entwickelte der Holzblasinstrumentenbauer Albert Skripsky († 1864) in Pest ein tárogató genanntes Doppelrohrblattinstrument mit 13 Klappen, dessen Klang jedoch nicht den Hörgewohnheiten des 19. Jahrhunderts entsprach. Gegen Ende des 19. Jahrhunderts unternahm der Musikinstrumentenbauer Josef Wenzel Schunda (1845–1923) über mehrere Jahre Versuche, ein der töröksíp ähnliches, aber größeres Doppelrohrblattinstrument zu konstruieren, das für den Einsatz in einem klassischen Orchester geeignet sein sollte. Daraus ging schließlich ein dem Sopransaxophon vergleichbares Einfachrohrblattinstrument hervor, für das er 1897 ein Patent erhielt und das seitdem als tárogató bekannt ist. Mit ihrem sanften weichen Ton gehört diese tárogató heute zu den „nationalen“ ungarischen Musikinstrumenten, in der bäuerlichen Instrumentalmusik ist sie jedoch ohne Bedeutung.

## Spielweise

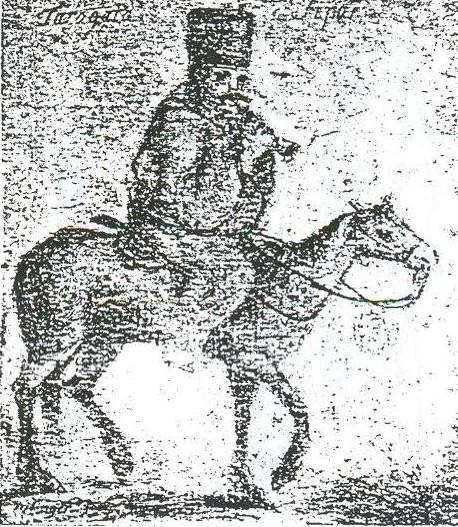
Soldatischer Reiter spielt mit einer besonderen Grifftechnik die töröksíp mit einer Hand, 1790.

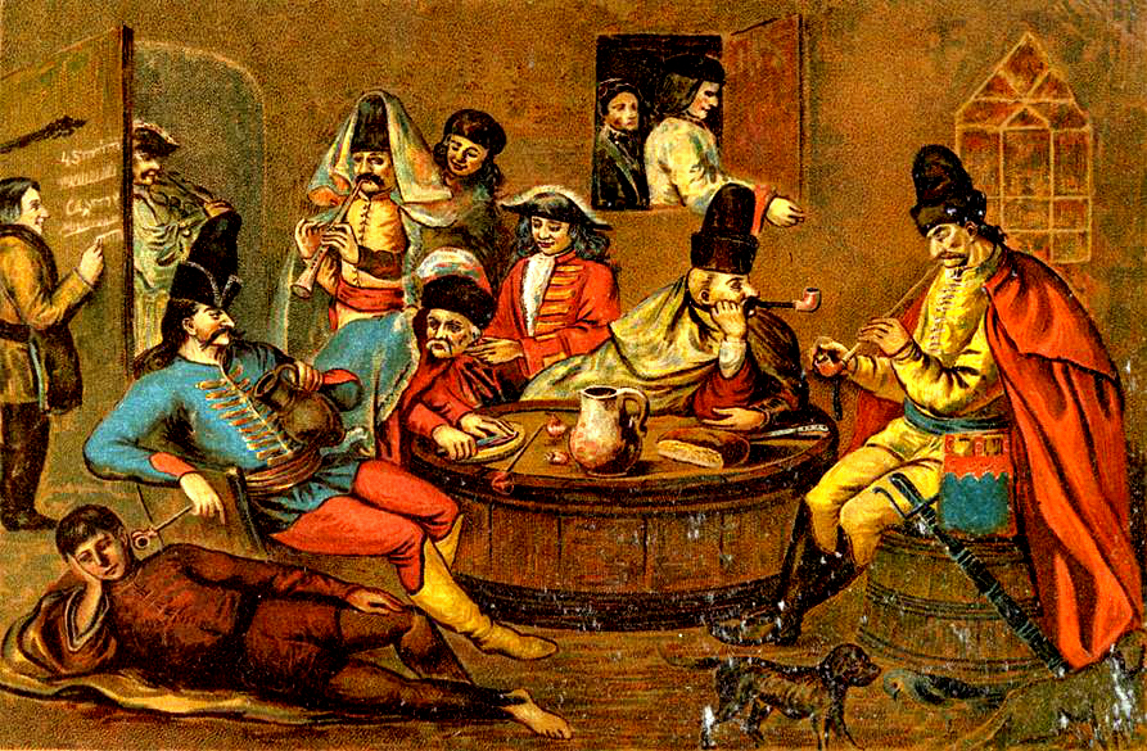
Gesellige Zusammenkunft von Kuruzen. Die töröksíp ertönte nicht nur auf dem Schlachtfeld, sondern auch zur Unterhaltung im Lager. Ölgemälde von 1700.

Die bedeutendste Niederlage der Ungarn im Kampf gegen die vordringenden Türken war die Schlacht bei Mohács im Jahr 1526. Mit der Eroberung der Reichshauptstadt Buda 1541 begann die rund 150 Jahre dauernde Vorherrschaft des Osmanischen Reiches über Südungarn. Vom 16. bis zum 18. Jahrhundert war die töröksíp unter türkischem Kultureinfluss hauptsächlich ein Instrument der Militärmusik. Dies bestätigen die Beinamen hadisíp („Kriegspfeife“) und Rákóczi-síp („Rákóczi-Pfeife“). Die letztgenannte Benennung bezieht sich auf den Aufstand von Franz II. Rákóczi 1703 bis 1711, bei dem sich national-ungarische Kuruzen gegen die Habsburger auflehnten. Durch die Verwendung bei diesem Aufstand wurde die töröksíp zu einem nationalen Symbol der Ungarn. Ihr schriller Klang war ein Element der psychologischen Kriegsführung, weshalb König Leopold I. und sein Nachfolger Joseph I. nach dem Sieg über die Ungarn in der Schlacht von Zsibó am 15. November 1705 den Einsatz der ungarischen Kegeloboe verboten und die Zerstörung aller Instrumente anordneten. Herstellungsbetriebe wurden als Demonstration imperialer Macht niedergebrannt und nur wenige verborgene Exemplare blieben in den Dörfern erhalten.
Wie in den osmanischen Militärmusikkapellen (mehterhâne) war besonders das Zusammenspiel von töröksíp und Zylindertrommel gefragt – nach dem türkischen Vorbild des Instrumentenpaars davul-zurna, dem auf dem Balkan die Kombination tapan-zurla entspricht. Dieses Zusammenspiel war auch beim ungarischen Hochadel beliebt, wie aus dem 1736 veröffentlichten Geschichtswerk Metamorphosis Transsylvaniae des ungarischen Barons Péter Apor (1676–1752) hervorgeht. Über das Spielrepertoire ist wenig bekannt, obwohl die töröksíp auch bei Hochzeiten und Beerdigungsumzügen eingesetzt wurde. Dies war die Domäne der Zigeunerkapellen (cigányzenekar), zu deren Kernbesetzung seit Ende des 18. Jahrhunderts zwei Violinen (prím und kontra), ein Kontrabass und ein Hackbrett (cimbalom) gehörten. Bis Anfang des 19. Jahrhunderts konnte als einziges Blasinstrument noch die töröksíp hinzukommen, die seitdem durch die Klarinette ersetzt wird.
Spätestens im 19. Jahrhundert bliesen ferner die Turmwächter auf der töröksíp. Letztmals wurde ein töröksíp spielender Turmwächter 1897 im Kreis Jászapáti gehört. Die Kegeloboe war jedoch bereits vor der Mitte des 19. Jahrhunderts selten geworden und bald aus der Volksmusik verschwunden – bis zu ihren Wiederbelebungsversuchen Ende des Jahrhunderts. Die Neuentwicklung als Einfachrohrblattinstrument knüpfte unter dem legendären Namen tárogató an die nationale Tradition an.